# 福煦-艾伦比区

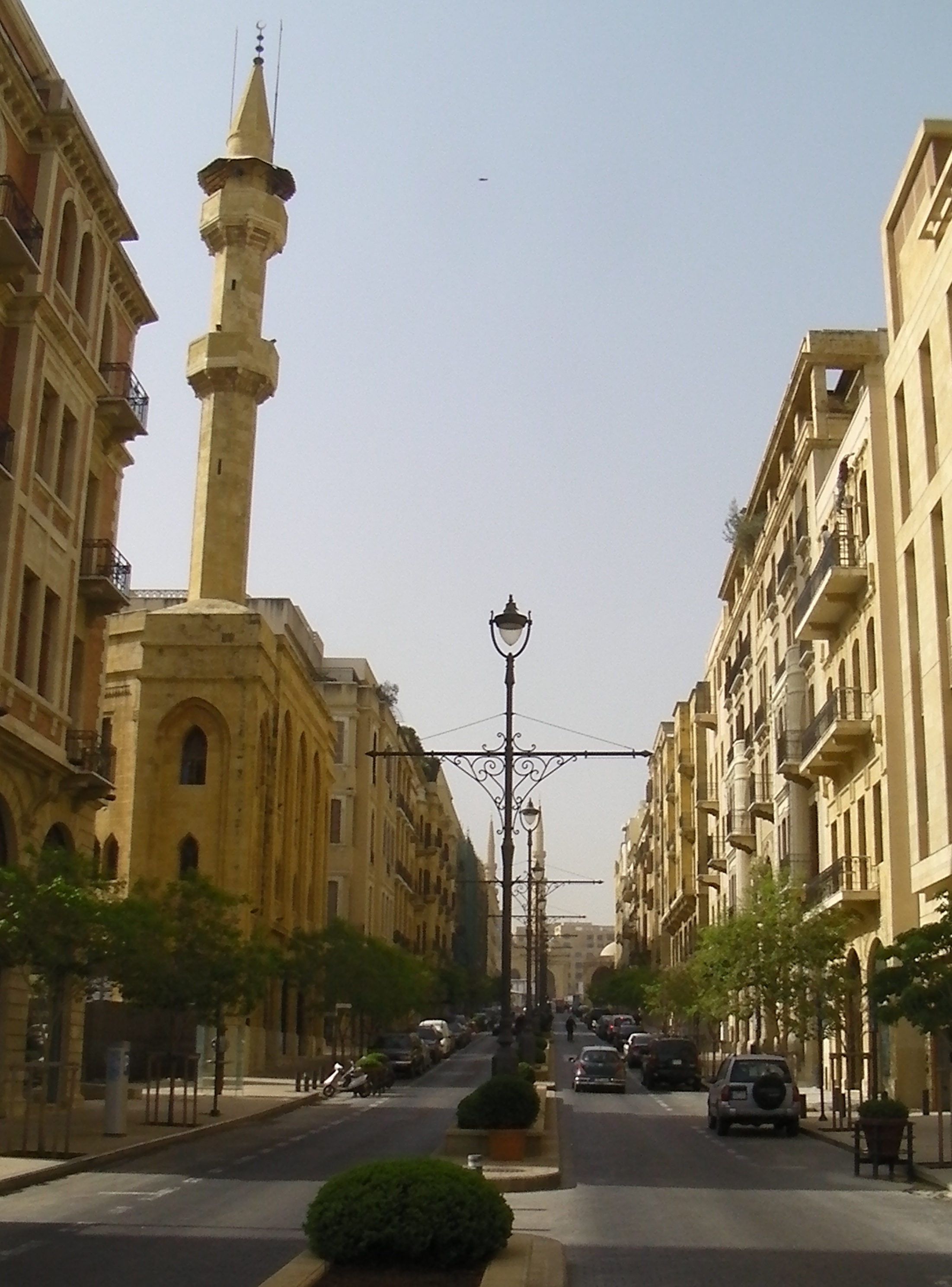
福煦-艾伦比区

福煦-艾伦比区（Foch-Allenby）是黎巴嫩首都贝鲁特市中心一块20世纪初欧洲风格的街区，以法国元帅費迪南·福煦和英国元帅埃德蒙·艾伦比命名。
该区拥有许多古老的教堂和清真寺，并且是该市第一个写字楼集中区，其历史可以追溯到20世纪20年代。该地区拥有丰富的商业，银行，专业服务，商店，时尚精品店，百货公司，艺术和工艺品画廊，以及餐厅和咖啡厅。